# 물병자리 (드라마)
《물병자리》는 2008년 3월 3일부터 같은 해 7월 19일까지 방영되었던 SBS 아침연속극이었다.

## 등장인물

### 주요 인물
- 임정은(명은서)
- 하주희(명은영)
- 최령(김민호)
- 인성(유동하)
- 김정욱(장태수)

### 주변 인물
- 정혜선(조 여사)
- 나현희(조경란)
- 박정철(김민우)
- 선우재덕(서영달)
- 김주희(임수아)
- 윤주희(이신영)
- 김종엽(서민재)

### 그 외 인물
- 조선옥(조경란 비서)
- 정원중, 장우영, 정다연, 양철